# لويس غوس
لويس غوس (بالإنجليزية: Louis Guss)‏ مواليد 04 يناير 1918 في نيويورك، نيويورك، الولايات المتحدة - الوفاة 29 سبتمبر 2008 في نيويورك، هو ممثل أمريكي بدأ مسيرته الفنية سنة 1954. امتدت مسيرته الفنية لأكثر من 52 عاما.

## الأعمال
- العراب
- هاري وتونتو
- اضحك مع ديك وجين
- نيويورك، نيويورك
- ساكن الجبال
- مجذوبة القمر

## روابط خارجية
- لويس غوس على موقع IMDb (الإنجليزية)
- لويس غوس على موقع ألو سيني (الفرنسية)
- لويس غوس على موقع ميوزك برينز (الإنجليزية)
- لويس غوس على موقع أول موفي (الإنجليزية)
- لويس غوس على موقع قاعدة بيانات برودواي على الإنترنت (الإنجليزية)
- لويس غوس على موقع قاعدة بيانات الأفلام السويدية (السويدية)
- لويس غوس على موقع قاعدة بيانات الفيلم (الإنجليزية)
- لويس غوس على موقع كينوبويسك (الروسية)